# Epipedocera zona
Epipedocera zona là một loài bọ cánh cứng trong họ Cerambycidae.